# Escueladecalor. El directo de Radio Futura
Escueladecalor. El directo de Radio Futura es el único álbum en directo de Radio Futura, publicado en 1988 por Ariola Eurodisc. El disco supone el quinto trabajo (los cuatro anteriores fueron álbumes de estudio) de la banda, y fue grabado los días 28 y 29 de octubre de 1988 en el auditorio Arena, de Valencia. 
La formación de la banda que actúa en los conciertos señalados es la formada por los hermanos Santiago (voz, guitarra) y Luis (bajo) Auserón, junto a Enrique Sierra (guitarra solista), a los que se añaden Javier Monforte a la guitarra, Óscar Quesada a la batería y Pedro Navarrete a los teclados.

## Antecedentes
Desde la publicación de su trabajo anterior, La canción de Juan Perro, el grupo se encuentra en su mejor momento artístico. Sin embargo, se reproducen pronto los problemas con la formación que determinaron su devenir, y que en este caso afectaron a uno de los miembros nucleares del grupo. El guitarra solista, Enrique Sierra enferma del riñón, y tiene que ser ingresado justo tras el primer concierto de la gira de La canción..., que se celebra en el Pueblo español de Barcelona. El grupo se ve por tanto obligado a encontrar un sustituto, por lo que va probando sucesivamente nuevos guitarristas. Finalmente el elegido es Javier Monforte, tras las participaciones temporales previas de Alex Sánchez, antiguo miembro de Lone Star, y Ricardo del Castillo, hermano de Carlos Torero, por aquel entonces batería del grupo.
Sin embargo, durante 1988 Enrique Sierra se recupera y vuelve a la formación durante la propia gira de la que habría de surgir el disco en directo. En todo caso, se decide conservar a Javier Monforte como guitarrista; así, Radio Futura queda constituida en desde ese momento por seis miembros. A mitad de temporada hay un nuevo cambio en la batería: Carlos Torero es sustituido por Óscar Quesada, lo que acabará de conformar la formación que dará a luz Escueladecalor. 

## Grabación del disco
La gestación del disco en directo de los Futura no está exenta de polémica, así como el resultado final. Mientras algunas fuentes señalan que el grupo trabajaba con la idea de hacer un directo desde hacía tiempo, otras señalan que es la compañía la que, no habiendo recuperado la inversión realizada en la grabación de Nueva York, propone esta fórmula. Más allá de cuál fuese el impulso inicial, posteriormente se sucederían otros motivos por los que el disco no supondría un éxito artístico, aunque sí lo fuese en lo comercial.
La idea original era grabar diferentes conciertos durante toda la gira de 1988 para reunir, entresacando de ellos los cortes, el material del álbum. Sin embargo, el elevado coste y la complejidad técnica del proyecto hacen que se descarte, y únicamente se graban, para sondear el sonido buscado, un par de conciertos en Barcelona (entre ellos el de las Fiestas de la Mercé). Con todos los condicionantes descritos, la decisión final es que sean solo los dos últimos conciertos, celebrados el 28 y 29 de octubre en un abarrotado Arena Valencia Auditórium, los que se editen.
El concierto del viernes, según las crónicas, es más tenso y lineal, y en el del sábado el grupo se encuentra más cómodo. Aun así, Santiago se muestra poco convencido con su voz en ambas tomas (sufre una leve ronquera).

## La polémica
Pese a los problemas vocales de Santiago, las primeras escuchas del disco por parte del grupo llevan a plantearse la posibilidad de pasar de un disco sencillo con doce temas, como era la idea original, a uno doble incluyendo hasta dieciocho cortes. La decisión final, editar un disco doble únicamente con once temas en una maniobra comercial que encarece el producto, sería una de las polémicas que acompañaría al disco.
La otra sería la referida a los arreglos de estudio del álbum. El sonido es reprocesado en los estudios Eurosonic de Madrid y mezclado y producido por el propio grupo. La opinión de parte de crítica y público, cuando el disco es finalmente editado, es que el paso por los estudios ha desvirtuado innecesariamente la frescura y naturalidad de los directos de Radio Futura, extremo que es reconocido con el tiempo por Santiago Auserón:

P: En octubre se van a cumplir 20 años de que Radio Futura actuó en el Auditorio Arena, de Valencia (lo que fundamentó el álbum Escuela de calor). ¿Qué recuerdas de esas noches? ¿Te gusta ese disco? ¿Coincides en que fue retocado demasiado y perdió naturalidad?

R: Es cierto que no tiene la misma temperatura que el directo de entonces, debido a la grabación y a algunos retoques, quizá excesivos. Pese a todo, me parece un disco aceptablemente caliente y verídico. Contiene algunos de los mejores registros de ciertas canciones. En la última edición de la Caja de RF, quitamos Semilla Negra, que era un horror, y pusimos la versión de Annabel Lee de esa misma noche, que está bien sin retoque alguno. En adelante el disco se debe reeditar ya con ese cambio.

## Lanzamiento y repercusión
Con el título de Escueladecalor. El directo de Radio Futura, el disco sale al mercado a principios de 1989. Las ventas responden, y dan un respiro a la compañía de discos. Únicamente se extraen dos sencillos: «Escuela de calor» (con «En el Chino» como cara B) y «Han caído los dos».
Por otro lado y en lo artístico, el grupo concibe el disco en directo como el final del "período de aprendizaje" de Radio Futura:

Hasta hoy Radio Futura ha significado un aprendizaje. Nos hemos tenido que hacer como músicos y como creadores, y el público ha tenido la paciencia de soportarlo. Una vez realizada nuestra fase de maduración y antes de empezar a sentirnos mayores, nos gustaría introducir de nuevo en nuestro trabajo algo más de riesgo y frescura. Queremos reinvertir en un horizonte artístico, no asegurarnos el retiro.
Santiago Auserón.

## Lista de canciones
Todas las canciones escritas y compuestas por L.Auserón/S.Auserón, excepto donde se indique. 
| Disco 1. Cara A |                                                               |          |  |
| N.º             | Título                                                        | Duración |  |
| 1.              | «Escuela de calor» (C.Velázquez/E.Sierra/L.Auserón/S.Auserón) | 3:34     |  |
| 2.              | «Han caído los dos»                                           | 3:48     |  |
| 3.              | «A cara o cruz»                                               | 6:02     |  |

| Disco 1. Cara B |                  |          |  |
| N.º             | Título           | Duración |  |
| 4.              | «En el Chino»    | 4:44     |  |
| 5.              | «Luna de agosto» | 3:27     |  |
| 6.              | «El tonto Simón» | 4:45     |  |

| Disco 2. Cara A |                                  |          |  |
| N.º             | Título                           | Duración |  |
| 7.              | «No tocarte» (S.Auserón)         | 3:50     |  |
| 8.              | «El canto del gallo» (S.Auserón) | 5:43     |  |
| 9.              | «Semilla negra»                  | 4:05     |  |

| Disco 2. Cara B |                                              |          |  |
| N.º             | Título                                       | Duración |  |
| 10.             | «Paseo con la negra flor»                    | 7:28     |  |
| 11.             | «La estatua del jardín botánico» (S.Auserón) | 4:16     |  |